# Rue des Mathurins
La rue des Mathurins è una via situata tra l'VIII e il IX arrondissement di Parigi. Essa si origina a partire dal numero civico 19 di place Diaghilev e dal numero 17 di rue Scribe, terminando in boulevard Malesherbes all'altezza del numero civico 30.

## Storia
La rue des Mathurins segue il percorso di un vecchio sentiero campestre battuto sin dal XIII secolo. 
La via originaria, in passato chiamata rue Neuve-des-Mathurins, è in parte scomparsa a seguito dell'apertura di rue Gluck e dell'ampliamento dello slargo dinanzi all'Opéra. La nuova rue Auber, nel suo punto di intersezione con rue Caumartin, occupa una parte del vecchio tracciato, che in alcuni punti è stato edificato. La nuova rue des Mathurins è stata estesa fino alla rue de la Madeleine (ora rue Pasquier), sino a congiungersi con il boulevard Malesherbes (aperto nel 1862), laddove fino al 1792 si arrestava ad ovest di rue de l'Arcade.